# 2051
2051 (ММLI) е обикновена година, започваща в неделя според Григорианския календар. Тя е 2051-вата година от новата ера, петдесет и първата от третото хилядолетие и втората от 2050-те.